# Нурикабе

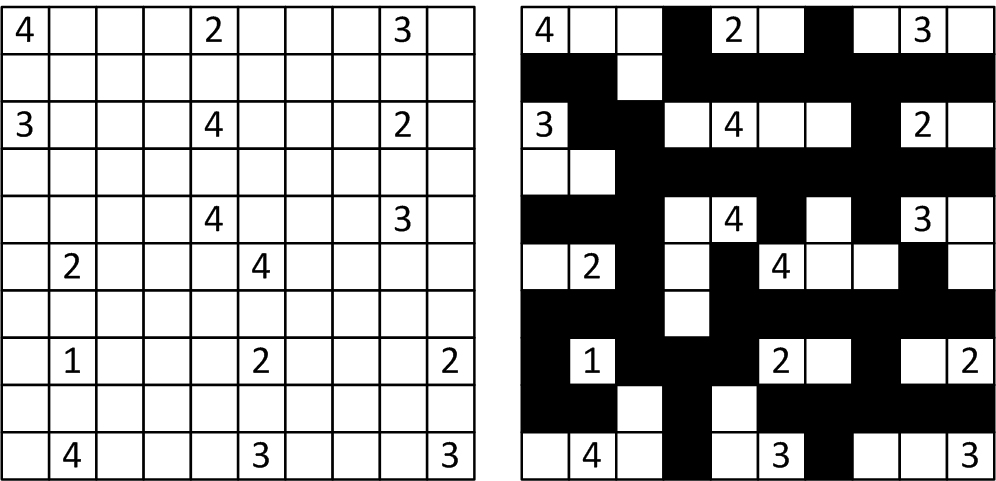
Нурикабе, задача Денден-Гуса — условие (слева) и решение (справа)

Нурикабе (яп. ぬりかべ) — это логическая головоломка, разработанная компанией Nikoli и опубликованная в 1991 году. Перед игроком ставится задача в рисовании «островов», разделённых «рекой», и при этом заданные числа задают размеры рассматриваемых островов.
Головоломка также известна под названием «Острова».

## История
Нурикабе является третьей классической головоломкой компании Nikoli, и она была придумана читателем под псевдонимом Рэнин (яп. れーにん) в 1991 году. Название соответствует духу японского фольклора Нурикабэ, представляющему собой невидимую стену.
Нурикабе стала последней головоломкой журнала, придуманной читателем под псевдонимом Рэнин, который создал три первые классические головоломки Nikoli. В последующем Рэнин исчез для редакции; финансовый директор Nikoli Джимми Гото описывает это следующим образом:
Рэнин — один из самых таинственных создателей. Двадцать лет назад мы с ним общались каждый день. Сейчас мы с ним не имеем контакта уже пять или шесть лет.
Оригинальный текст (англ.)„Lenin is one of the most mysterious creators. Twenty years ago, we had contact with him every day. No one has had contact with him now for five or six years.“

## Правила
Игровое поле сначала представляет собой прямоугольную сетку из клеток белого цвета, в некоторых из которых проставлено по одному числу. Игроку нужно закрасить часть клеток чёрным цветом («река») так, чтобы были выполнены следующие правила:
- «Остров» представляет собой множество белых клеток, соединённых горизонтально или вертикально в одну фигуру.
- На каждом острове должно быть одно число, и размер острова в клетках соответствует этому числу.
- Закрашивать клетки с числами нельзя.
- «Река» должна быть закрашена так, чтобы можно было попасть из любой клетки реки в другую клетку реки.
- Не должно быть ни одной полностью закрашенной области 2×2.

## Способы решения

Анимация решения головоломки

Изначально могут быть изолированы ячейки с числом 1, и закрашиваются рядом с ними стоящие клетки по горизонтали и вертикали. Так как не может быть на одном острове двух чисел, то можно закрасить все клетки, рядом с которыми стоят 2 или более клеток с числами.
В решении головоломки можно выделить два способа мышления. Первый — думать за белых (острова), второй — думать за закрашенную область (река). Примером первого способа является то, что можно для известного острова попробовать рассмотреть варианты его расположения и далее, если все его клетки определены, закрасить все смежные с островом клетки по горизонтали и вертикали. Примерами второго способа является обнаружение изолированной клетки без числа, которая должна быть закрашена. Или, если ни один остров не может дотянуться до клетки, то она закрашивается.
Правило области 2×2 даёт возможность определять клетки островов в том случае, если попытка закраски приводит к появлению закрашенной области 2×2. И последним из используемых правил является обеспечение связанности реки. То есть при рисовании островов должно получиться так, что никакие две клетки реки не должны стать изолированными.

## Отзывы и мнения
Алекс Беллос в своей книге сообщил, что в Нурикабе привлекательным является то, что она состоит из двух головоломок — игроку приходится переключаться в своем мышлении на острова и на реку. При этом после каждого шага имеется два соответствующих взгляда на дальнейший анализ, а логические рассуждения для каждого из них различны. Алекс отметил, что легко сконцентрироваться на одном и забыть о другом, хотя только переключение может дать возможность продвинуться дальше. Соответственно, публицист нашёл данные два способа взгляда на головоломку «захватывающими».